# Orava (obec)
Obec Orava (estonsky Orava vald) je bývalá samosprávná jednotka v estonském kraji Põlvamaa. V roce 2017 byla začleněna do obce Võru, čímž se stala součástí kraje Võrumaa.

## Příroda
Území zrušené obce je z velké části pokryto lesy. Nacházejí se na něm čtyři jezera (Orava järv, Solda järv, Mustjärv a Kõvera järv). Poblíž vesnice Piusa leží známé Piuské jeskyně, chráněný přírodní výtvor a největší estonské hnízdiště netopýrů.

## Sídla
Obec Orava zahrnovala 29 vesnic: Hanikase, Jantra, Kahkva, Kakusuu, Kamnitsa, Kliima, Korgõmõisa, Kõivsaare, Kõliküla, Kõvera, Lepassaare, Liinamäe, Luuska, Madi, Marga, Orava, Oro, Piusa, Praakmani, Päka, Pääväkese, Rebasmäe, Riihora, Rõssa, Soe, Soena, Suuremetsa, Tamme, Tuderna a Vivva.